# Обвинение Израиля в геноциде в секторе Газа
Обвинения Израиля в геноциде в секторе Газа — утверждения, выдвигаемые представителями и сторонниками Государства Палестина, а также рядом правозащитных организаций и экспертов в связи с войной в Газе, ведущейся с 2023 года, где Израилю противостоят исламистские вооружённые организации ХАМАС и Палестинский исламский джихад.
Обвинения Израиля в геноциде палестинцев ранее высказывались его критиками по отношению к целому ряду других вооружённых конфликтов, в которые он был вовлечён с момента создания Израиля. Ряд экспертов оценивает подобное использование термина «геноцид» как политизированное, провокативное и выходящее за пределы его устоявшегося определения.

## Предыстория
В ходе палестино-израильского конфликта, с конца 1980-х годов, обвинения Израиля в геноциде палестинцев стали важным элементом пропалестинского политического дискурса. Данные обвинения подвергались критике за искажение существующего определения геноцида для продвижения определённой политической повестки, манипулятивность и провокативный характер.
В частности, британский социолог Мартин Шоу характеризовал исход и изгнание палестинцев в 1948 году («Накбу») как акт геноцида, несмотря на отсутствие широкомасштабного физического уничтожения. Американский историк Омер Бартов счёл эту оценку не научным анализом, а политической риторикой, направленной на делегитимацию Израиля.
Мартин Шоу назвал действия Израиля при военной операции «Литой свинец» (2008—2009) против ХАМАС близкими к «геноциду» данной «политической группы». Историк и политический активист Илан Паппе охарактерировал операцию «Литой свинец» как «геноцидальную израильскую атаку на Газу». Аналогичные обвинения высказали НКО Nord-Sud XXI и исламистская вооружённая организация «Хезболла».
После операции «Нерушимая скала» (2014), также направленной против ХАМАС в секторе Газа, на 27-й сессии Совета по правам человека ООН ряд НКО снова высказали в адрес Израиля обвинения в геноциде. Организация NGO Monitor подвергла их критике за стирание контекста вооружённого конфликта 2014 года и оправдание ХАМАС, отметив, что лишь две из этих организаций вообще упомянули ХАМАС по имени.

## Обвинения на фоне войны в Газе (с 2023)
Обвинения против Израиля, зазвучавшие в ходе войны в Газе с октября 2023 года, основываются на оценке масштабов разрушений, числа жертв среди населения, периодических блокировок доставки гуманитарной помощи и других аналогичных факторов. Ряд международных правозащитных организаций, таких как Amnesty International и Human Rights Watch, рассматривают действия Израиля в ходе войны как нарушающие Конвенцию о геноциде 1948 года. Аналогичные обвинения высказала специальный докладчик ООН по Палестине Франческа Альбанезе.
В частности, Human Rights Watch в пресс-релизе от 19 декабря 2024 года утверждала, что израильские власти целенаправленно лишают жителей Газы доступа к питьевой воде, необходимой для физического выживания. Согласно докладу Amnesty International, «Израиль преднамеренно создавал такие условия жизни для палестинцев в Газе, которые с течением времени должны были привести к их гибели. Такие условия создавались при помощи трёх одновременно применяемых методов, которые неоднократно взаимно усиливали разрушительные эффекты: повреждение и уничтожение необходимой для жизни инфраструктуры и других объектов, необходимых для выживания гражданского населения; неоднократное использование массовых, произвольных и сбивающих с толку приказов об „эвакуации“ для принудительного перемещения почти всего населения Газы; а также отказ и препятствование доставке необходимых услуг, гуманитарной помощи и других жизненно важных грузов в сектор Газа и на его территории».
Израиль настаивает на том, что ведёт оборонительную войну против вооруженной организации, которая не признаёт его права на существование и вероломно напала на гражданских людей, включая детей. Востоковед Дмитрий Марьясис писал, что «военный ответ Израиля легко трактовать как легитимную оборонительную операцию именно против ХАМАС», однако некоторые необдуманные высказывания ряда израильских политиков дали критикам повод для трактовки этих военных действий как намеренного массового убийства. Однако мнение этих политиков не имеет никакой силы, в целом израильское правительство и общество отделяет ХАМАС от населения Газы, а создание безопасных зон для мирного населения, доставка грузов с продовольствием и другие гуманитарные акции опровергают мнение о геноцидальных намерениях Израиля.
Марьясис считает, что на геноцид гораздо больше похожи действия ХАМАС, а именно целенаправленные массовые убийства гражданских жителей Израиля, включая участников музыкального фестиваля и детей.

## Иск ЮАР против Израиля
Южно-Африканская республика (ЮАР) обвинила Израиль в геноциде в секторе Газа, подав 29 декабря 2023 года иск в Международный уголовный суд (МУС); в дальнейшем 14 стран подали заявки на присоединение к иску на стороне ЮАР. Израиль, в свою очередь, отверг обвинения, назвав ЮАР «юридическим крылом ХАМАС». В январе 2024 года МУС постановил, что Израиль обязан принять меры для предотвращения возможного геноцида и обеспечить доставку гуманитарной помощи.

### Комментарии
1. ↑  ХАМАС признан террористической организацией Европейским союзом, Организацией американских государств и властями Аргентины, Австралии, Великобритании, Израиля, Канады, Новой Зеландии, Парагвая, США и Японии. Его деятельность также запрещена в Иордании и Египте.
2. ↑  Палестинский исламский джихад признан террористической организацией в Европейском союзе, Австралии, Великобритании, Израиле, Канаде, Новой Зеландии, США и Японии.
3. ↑  «Хезболла» признана террористической организацией в Австралии, Австрии, Аргентине, Великобритании, Гватемале, Германии, Гондурасе, Израиле, Канаде, Колумбии, Литве, Нидерландах, Парагвае, Сербии, Словении, США, Чехии, Швейцарии, Эстонии. Военное крыло «Хезболлы» также признано террористической организацией в Европейском союзе, Новой Зеландии, Республике Косово и Франции.